# فلسفه، ادبیات و خیر بشری
فلسفه، ادبیات و خیرِ بشری (به انگلیسی: Philosophy, Literature and the Human Good) کتابی از مایکل وستن، استادِ دانشگاه اسکس، است دربارهٔ آرای شماری از اندیشمندانِ مغرب‌زمین، از امانوئل کانت تا دوی زفانیا فیلیپس، دربارهٔ ادبیات. مقدّمه چکیده‌ای است از مطالبِ کتاب و در پیِ آن یازده فصل - عمدتاً هر یک دربارهٔ آرای یک فیلسوف.